# الدوري البلغاري الممتاز 2017-18
الدوري البلغاري الممتاز 2017-18 (بالبلغارية: Първа професионална футболна лига 2017/18)‏ هو الموسم 94 من  الدوري البلغاري الممتاز. أقيم خلال الفترة 14 يوليو 2017 وحتى 24 مايو 2018، وكان عدد الأندية المشاركة فيه  14، وفاز فيه نادي لودوغورتس رازغراد.